# V24 엔진

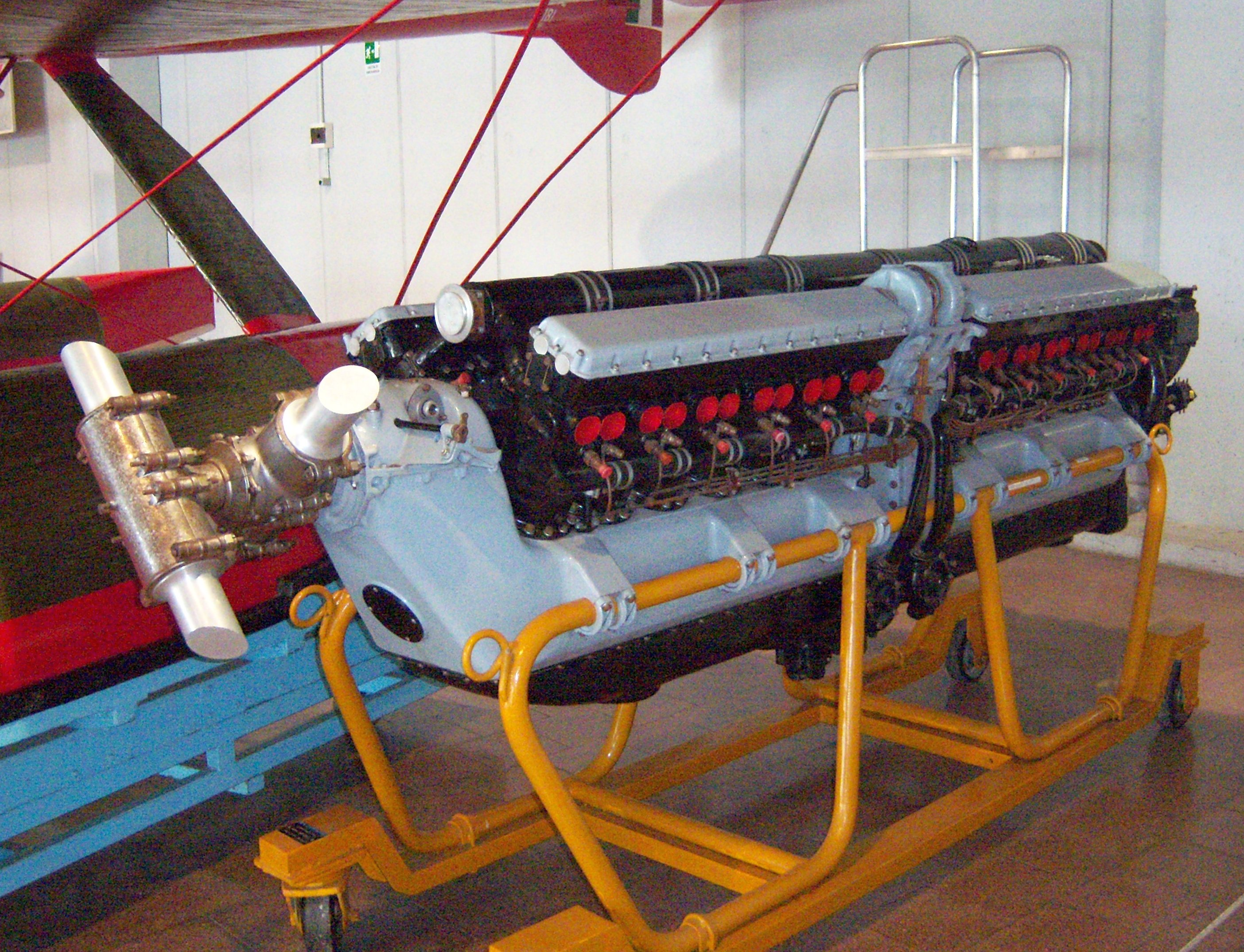
피아트 AS.6 에어크래프트 엔진

V24 엔진(영어: V24 engine)은 공통 크랭크 축 주위에 V 구성으로 12개 실린더의 두 뱅크가 배열된 24기통 피스톤 엔진이다. 그러나 대부분의 V24 엔진은 두 개의 개별 V12 엔진이 서로 일렬로 배치된 "듀얼 V12"엔진이었다.

## 피아트 AS.6 항공기 엔진
V24 에어로 엔진은 1931년 슈나이더 트로피 에어 레이스에서 경쟁하기 위한 Macchi M.C.72 비행기에 동력을 공급하기 위해 1930년대 초에 제작되었다. 이 엔진은 실제로 두 개의 피아트 AS.5 V12 엔진을 하나씩 뒤에 장착하여 형성되었으며, 전면 엔진은 후면 프로펠러에 동력을 공급하고 후면 엔진은 전면 프로펠러에 동력을 공급한다.결합된 배기량은 50L (3,051 cu in) 이상이었고 결합 된 출력은 약 2,900 hp (2,160 kW)였다.
기계적인 문제로 인해 비행기가 Schneider Trophy에서 경쟁할 수 없었지만 Macchi MC72는 1934년 10월 23일에 평균 최고 속도 709.2 km/h (440.7 mph)를 달성하였다. 이것은 피스톤 구동 수상 비행기의 기록을 세웠다. 오늘날까지 서 있다.

## 같이 보기
- V 엔진